# Ford (Wisconsin)
Ford – miasto w Stanach Zjednoczonych, w stanie Wisconsin, w hrabstwie Taylor.